# Pholcus roquensis
Pholcus roquensis là một loài nhện trong họ Pholcidae. Loài này có ở quần đảo Canaria.